# Torre del Ballester
La Torre del Ballester és una obra romànica de Castellfollit de Riubregós (Anoia) declarada Bé Cultural d'Interès Nacional.

## Descripció
Torre de defensa situada dalt d'un turó al nord-oest, entre el riu Llobregós i el torrent de la Terrissa. És de forma cilíndrica i juntament a la torre del Raval, situada en un turó al sud, formava una línia defensiva de primer ordre del castell de Castellfollit. Fou destruïda en bona part el 1882, quan el castell fou desmantellat.